# Едвард Рубіш-Ляріш (Лярішенко)
Едвард Рубіш-Ляріш (Лярішенко) (1891, с. Підгір'я — ?) — австро-угорський та український військовий діяч, ад'ютант Вільгельма Габсбурга.

## Життєпис

Вільгельм Габсбург та Едвард Рубіш-Ляріш

Зліва-направо: Петро Шекерик-Доників, ротмістр Олександр Устиянович, Вільгельм Габсбург, сотник Едвард Рубіш-Лярішенко, графиня Євгенія Ляріш

Народився 1891 року у селі Підгір'я (тепер Бродівська міська територіальна громада, Львівська область). Граф за походженням.
У 1919 році служив у артилерії УГА, українізувавши прізвище на «Лярішенко». Згодом ад'ютатн полковника Вільгельма Габсбурга, перебував з ним у монастирі Василіян у Бучачі.
Емігрував до Відня, підтримував зв'язок із українськими ветеранськими організаціями.
Згодом із 1925 року проживав у Парижі, виконував певні доручення Вільгельма Габсбурга. Нав'язав контакти із російськими монархістами. На початку 1930-х років розірвав стосунки із ерцгерцогом через свої прокомуністичні погляди.